# Бугаєнко Валерій Миколаєвич
Валерій Миколайович Бугаєнко (5 січня 1951, с. Шалигине, Глухівський район, Сумська область, УРСР, СРСР — 29 червня 2011, Москва, Російська Федерація) — керівник Федерального агентства зв'язку (Россвязь) (2007—2011)

## Життєпис
Закінчив Харківське вище військове командно-інженерне училище і Військову академію ім. Ф. Е. Дзержинського за спеціальністю радіо-технічні комплекси космічного зв'язку. У 1968—1999 роках проходив службу в Ракетних військах стратегічного призначення і Військово-космічних силах на різних інженерних і командних посадах, пов'язаних з організацією зв'язку та управління космічними апаратами зв'язку. Мав звання генерал-лейтенанта.
З 1992 року перейшов працювати в апарат Міноборони, з 1997 року працював у Раді безпеки. У 2000 році почав роботу в Міністерстві зв'язку Росії. Після адміністративної реформи 2004 року очолив створену при Мінінформзв'язку Федеральну службу по нагляду у сфері зв'язку (Роскомнадзор). Дана служба займалася питаннями ліцензування і контролю діяльності операторів зв'язку. З 2007 року, після створення нового регулюючого органу Федеральної служби з нагляду за дотриманням законодавства в сфері зв'язку, масових комунікацій та охорони культурної спадщини (Россвязьохранкультури), Бугаєнко перейшов на посаду глави Россвязи.
Помер 29 червня 2011 року, за непідтвердженими даними, від серцевого нападу. Похований 1 липня в Москві на Троєкуровському цвинтарі.